# CIRCUS (布袋寅泰の曲)
「CIRCUS」（サーカス）は、布袋寅泰の楽曲である。1996年10月23日に東芝EMIより通算13枚目のシングルとして発売された。

## 概要
同年12月24日に発売されたリミックス・シングル『BATTLE ROYAL MIXES』において、A面・B面共に別バージョンが収録されている。

## 収録曲
| 全作曲・編曲: 布袋寅泰。 |                                   |           |            |      |
| #                        | タイトル                          | 作詞      | 作曲・編曲 | 時間 |
| 1.                       | 「CIRCUS」                        | 森雪之丞  | 布袋寅泰   | 5:02 |
| 2.                       | 「MERRY CHRISTMAS, LONELY HEART」 | 布袋寅泰  | 布袋寅泰   | 4:54 |
| 合計時間:                | 合計時間:                         | 合計時間: | 9:56       |      |

## 曲解説
1. CIRCUS
布袋曰く「アンダーワールドに刺激されて書いた。でもそのままやるのは小恥ずかしいので、下世話なディスコにした」という楽曲である。
PVの監督は中野裕之[1]。
この曲で『ミュージックステーション』に出演した際、ライブ「SPACE COWBOY SHOW」と同じダンサーやセットを入れた演出を再現しようとしたものの上手くいかなかったらしく、エンディングでタモリに感想を訊かれた際「テレビ出演はしばらく控える」と発言した。
2. MERRY CHRISTMAS, LONELY HEART

## 収録アルバム
CIRCUS
- SPACE COWBOY SHOW
- GREATEST HITS 1990-1999
- TONIGHT I'M YOURS

MERRY CHRISTMAS, LONELY HEART
- SPACE COWBOY SHOW ENCORE